# Hesiod

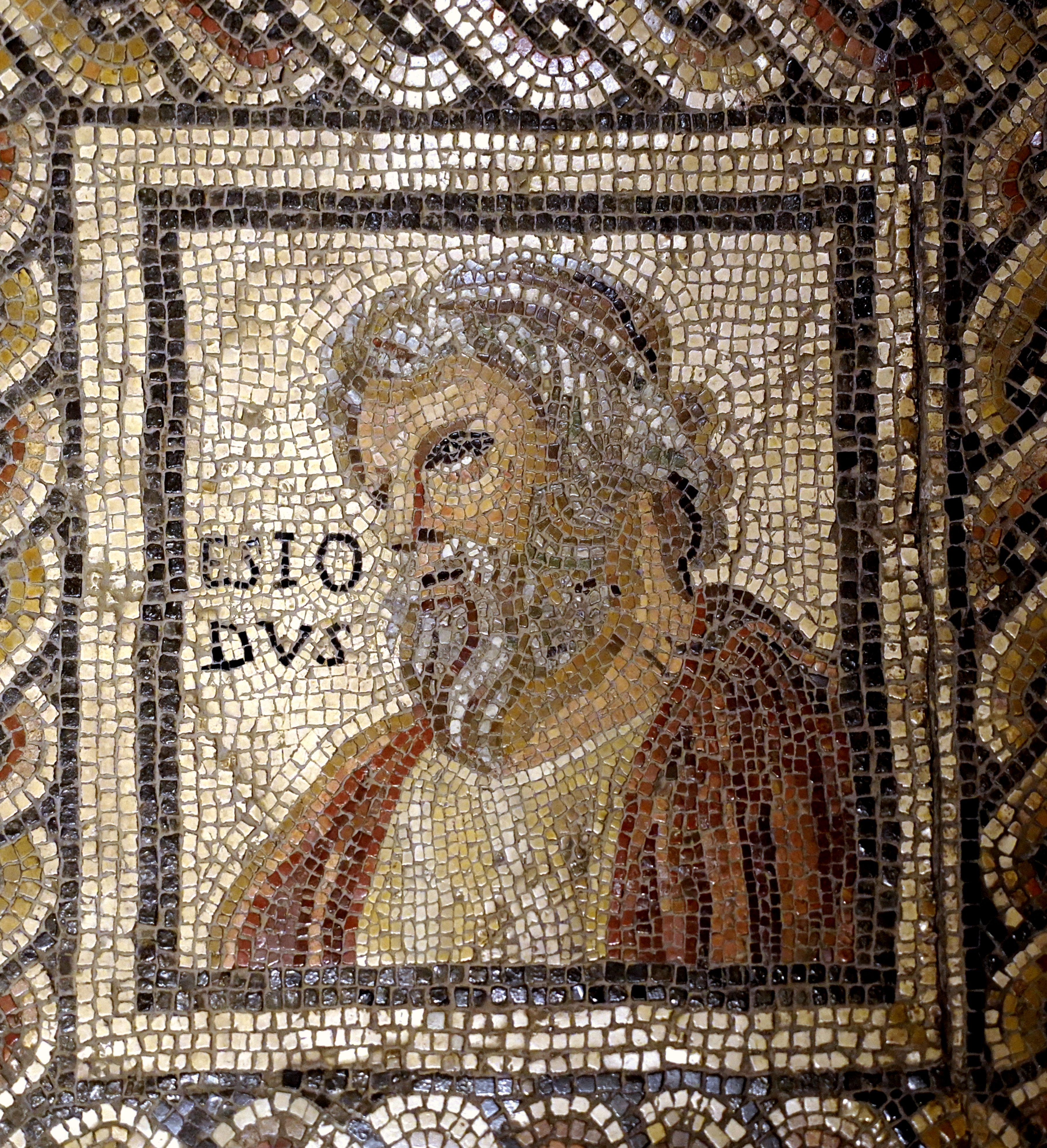
Hesiod. Detail des Monnus-Mosaiks, 3. oder 4. Jh., Rheinisches Landesmuseum Trier

Hesiod (altgriechisch Ἡσίοδος Hēsíodos; * vor 700 v. Chr. vermutlich in Askra in Böotien in der Nähe von Thespiai) war ein griechischer Dichter, der als Ackerbauer und Viehhalter lebte. Hesiods Werke sind, neben der Ilias und Odyssee  von Homer, die Hauptquellen für unser heutiges Wissen über die griechische Mythologie und Mythographie sowie das Alltagsleben seiner Zeit. Er gilt als Begründer des didaktischen Epos, des Lehrgedichts, das nach seiner Heimat Askra später von den Römern, besonders von Vergil, als Ascraeum carmen bezeichnet wurde.

## Leben

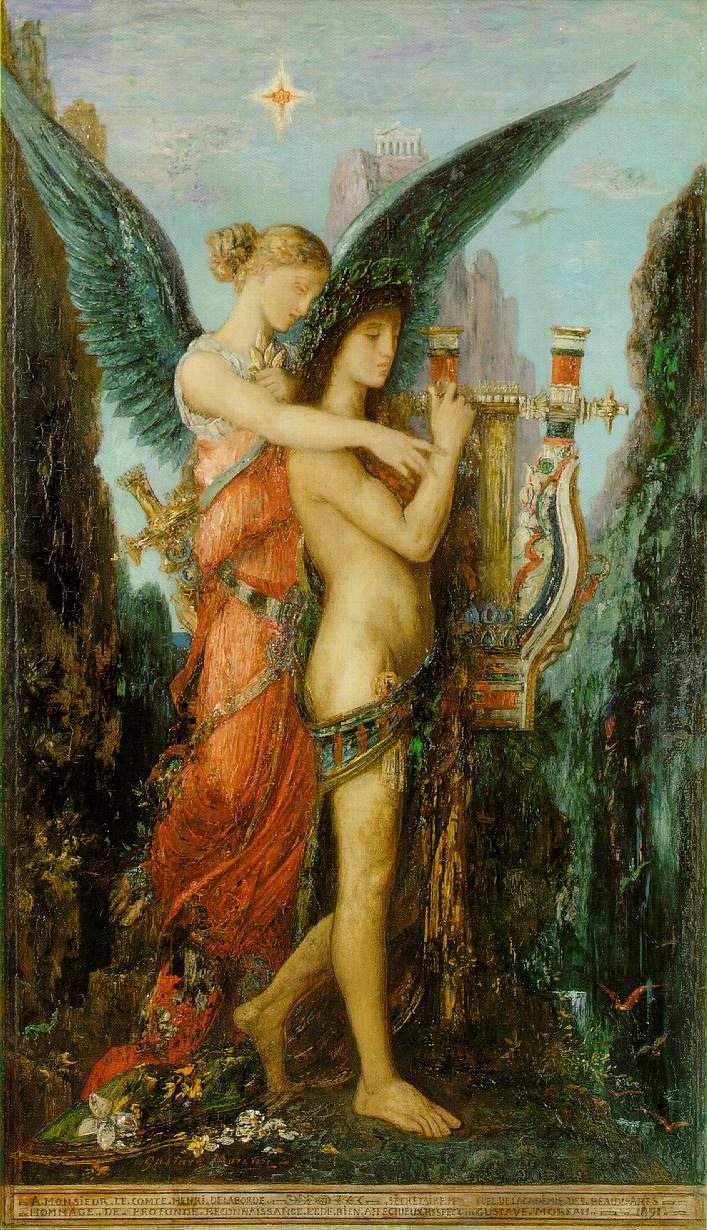
Gustave Moreau: Hesiod und Muse

Einige Informationen über Hesiods Leben sind möglicherweise in seinen Epen enthalten: In seinen gedichteten Werken Theogonie und Werke und Tage (Verse 633–640) fügte er an drei Stellen mutmaßlich Biografisches ein. Allerdings gehen einige Forscher davon aus, dass es sich auch dabei um literarische Fiktionen handele.
Hesiod wurde – unterstellt man die Authentizität der entsprechenden Textstellen – in Askra auf einer kleinen Burg in Böotien geboren. Sein Vater, dessen Name nicht bekannt ist, stammte aus Kyme, das an der kleinasiatischen Küste in Ionien lag. Der Überlieferung nach wird er den Adligen zugeordnet, was aber auch auf eine falsche Übersetzung einer Wendung in Erga 298 zurückgeführt werden kann, die sich auf Hesiods Bruder bezieht: Persē, dīon genos (altgriechisch Πέρση, δῖον γένος) wurde als „Perses, Kind der Adligen“ übersetzt statt, wie es richtig heißen muss, „Perses, das wohlgeborene Kind“. Weiter heißt es, dass Hesiods Vater ein kleines Handelsunternehmen besaß, das Beziehungen zu anderen griechischen Städten unterhielt – wie damals üblich per Küstenschifffahrt. Das Geschäft war jedoch nicht erfolgreich und scheiterte. Daraufhin überquerte er die Ägäis und ließ sich in Askra nieder, wo er ein kleines Stück Land am Fuße des Helikon erwarb. Dort heiratete er Pykimede, mit der er zwei Söhne hatte: Hesiod und Perses.
Askra war ein armer Ort. Hesiod beschrieb ihn als „eine verwünschte Burg“. Sein Leben war durch „harte Winter“ geprägt, „ein karges Dasein, das niemals angenehm wurde“.
Hesiod bringt in seinem Werk nachdrücklich eine Ablehnung oligarchischer Willkürherrschaft und Ausbeutung der Armen durch die Habgierigen zum Ausdruck. Die Bestechlichkeit der Rechtsprechung seiner Zeit klagt er mit folgenden Worten an: „War doch längst unser Erbe geteilt, und noch vieles darüber zeigst Du als Raub davon, um den Richtern viel zu verehren, den Gabenfressern, die gern auch diesen Handel entschieden.“

## Werk

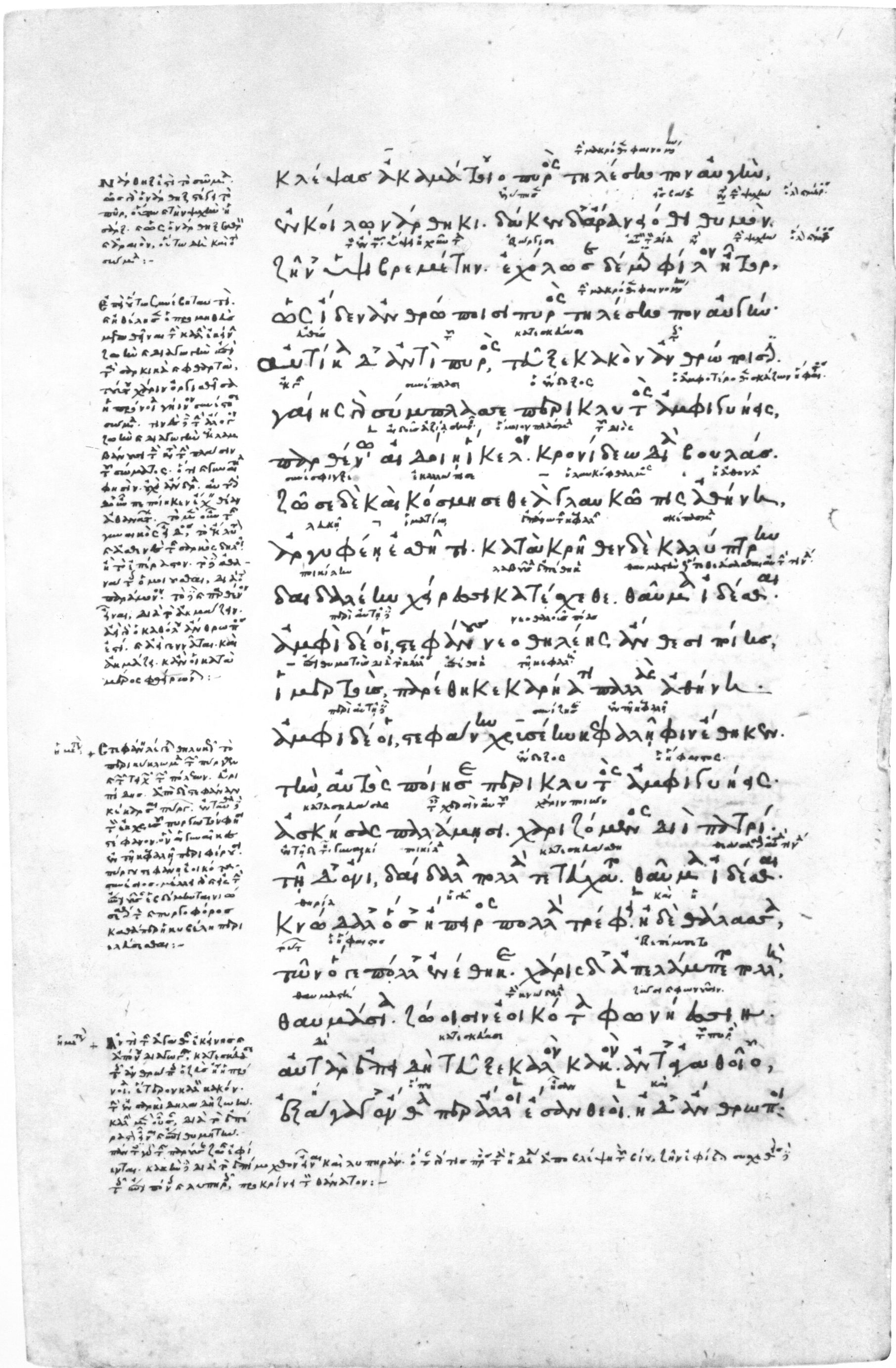
Hesiods Theogonie (mit Scholien) in der Handschrift Venedig, Biblioteca Marciana, Gr. 464, fol. 158v (frühes 14. Jahrhundert)

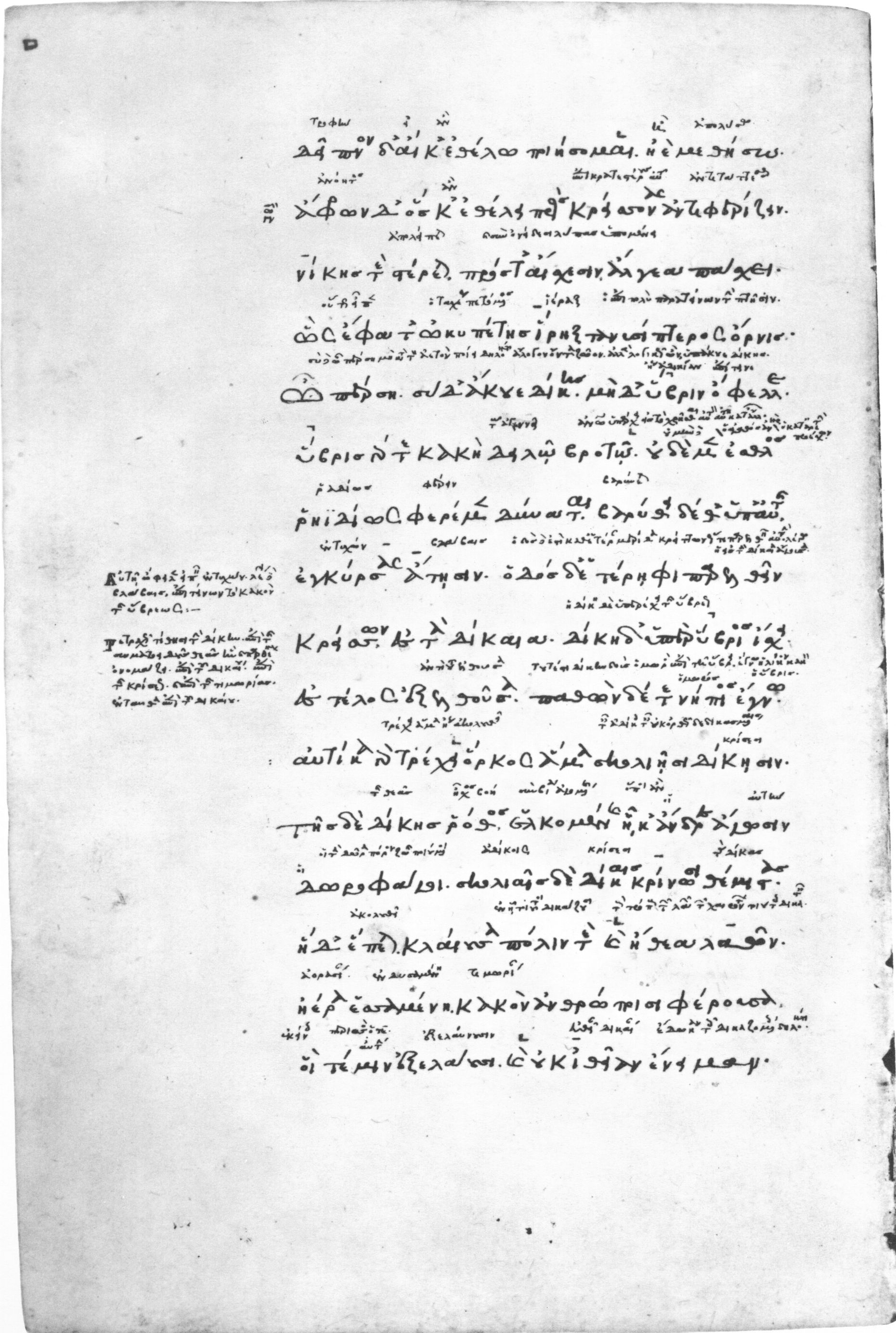
Hesiods Werke und Tage (mit Scholien von Manuel Moschopulos) in der Handschrift Venedig, Biblioteca Marciana, Gr. 464, fol. 26v

Hesiods Hauptwerke sind das Lehrgedicht Werke und Tage sowie die Theogonie, ferner die sogenannten
Eoien, ein auch als Katalog der Frauen (γυναικῶν κατάλογος gynaikōn katalogos) bekanntes, nur in Fragmenten erhaltenes Gedicht. Außerdem wird ihm der Schild des Herakles, ein Epyllion in 460 Versen, zugeschrieben.
Sein Epos Theogonie, in dem er in über tausend Hexametern die Entstehung der Welt und der Götter schildert, ist weitgehend Grundlage des heutigen Wissens über die griechische Mythologie. In seinem als Anleitung für bäuerliche Arbeiten verfassten Lehrgedicht Werke und Tage (Erga kai hemerai) verherrlicht er die Arbeit als Hauptaufgabe der Menschen und konzipiert so eine frühe Arbeitsethik. Damit setzt er sich der homerischen Adelsethik entgegen und betont das Selbsterworbene gegenüber dem Angeborenen.
Werke und Tage enthält auch den Mythos von der Büchse der Pandora. Außerdem wird dort eine Abfolge von Weltzeitaltern geschildert. Auf ein Goldenes Zeitalter folgen ein Silbernes und ein Ehernes (Bronzenes) Zeitalter und darauf das sogenannte „Zeitalter der Heroen“, in dem unter anderem auch Odysseus und Achilleus lebten und der Trojanische Krieg stattfand. Am Ende dieser Chronologie steht das Eiserne Zeitalter, Hesiods eigenes, das durch allgemeine Verfinsterung und Verrohung der Sitten gekennzeichnet ist. In Anbetracht von Willkür und Gewaltherrschaft fordert Hesiod zu redlichem und sittlichem Lebenswandel auf.
Aus den geografischen Angaben in der Theogonie lässt sich die Welt, wie sie sich seinerzeit den Griechen darstellte, umreißen. Diese umfasst hauptsächlich Gebiete, die sich im östlichen Mittelmeerraum und in Kleinasien befinden. Das westliche Mittelmeer war Hesiod nur sehr schemenhaft bekannt. Weiterhin erwähnt sind das Schwarze Meer (Pontos), die Donau (Istros) sowie die Alpen, die als Rhyphaen-Gebirge bezeichnet werden. Der Teil Europas, der sich nördlich der Alpen befindet, war Hesiod unbekannt.
Pausanias berichtet über weitere Werke – lauter epische Dichtungen in daktylischen Hexametern –, die Hesiod zugeschrieben wurden, darunter ein Gedicht über den Seher Melampus. Von dieser heute Melampodie genannten Dichtung sind Fragmente erhalten. Die Suda, eine byzantinische Enzyklopädie, bietet eine weitere Liste. Diese Dichtungen bilden zusammen mit den sicher authentischen Werken das „Corpus Hesiodeum“.

## Hesiod in der Astronomie
Der Asteroid (8550) Hesiodos, der Mondkrater Hesiodus und der Merkurkrater Hesiod sind nach ihm benannt.

## Ausgaben
- Hesiod: Theogonie. Übersetzt und erläutert von Raoul Schrott. Carl Hanser Verlag, München 2014, ISBN 978-3-446-24615-7.
- Otto Schönberger (Hrsg.): Hesiod „Werke und Tage“, Griechisch / Deutsch. Philipp Reclam jun., Stuttgart 2004, ISBN 3-15-009445-3 (paraphrasierend).
- Otto Schönberger (Hrsg.): Hesiod „Theogonie“, Griechisch / Deutsch. Philipp Reclam jun., Stuttgart 2002, ISBN 3-15-009763-0 (paraphrasierend).
- Hesiod, Theogonie. Werke und Tage. Griechisch und deutsch, herausgegeben und übersetzt von Albert von Schirnding. 3. Auflage, Artemis und Winkler, Zürich/Düsseldorf 2002.
- Hesiod: Werke in einem Band (Theogonie, Werke und Tage, Ehoien, Der Schild des Herakles, Fragmente), übersetzt von Luise und Klaus Hallof, 1. Auflage, Aufbau-Verlag, Berlin 1994 ISBN 3-351-02278-6
- Friedrich Solmsen (Hrsg.): Hesiodi Theogonia Opera et Dies Scvtvm. Oxford Classical Texts. 3. Auflage, Oxford 1990, ISBN 978-0-19-814071-9.
- Hesiod. Sämtliche Gedichte. Theogonie. Erga. Frauenkataloge. Übersetzt und erläutert von Walter Marg. Artemis, Zürich/Stuttgart 1970.
- Reinhold Merkelbach, Martin L. West (Hrsg.): Fragmenta Hesiodea. Clarendon Press, Oxford 1967.
- Hesiod: Sämtliche Werke (Theogonie, Werke und Tage, Der Schild des Herakles) Deutsch von Thassilo von Scheffer. Dieterich’sche Verlagsbuchhandlung (= Sammlung Dieterich Band 38), Wiesbaden 1947.
- Hesiods Werke und Tage. Griechisch und Deutsch. Übertragen von Helmut von den Steinen. Mainzer Presse, Mainz 1930.